# Baltica

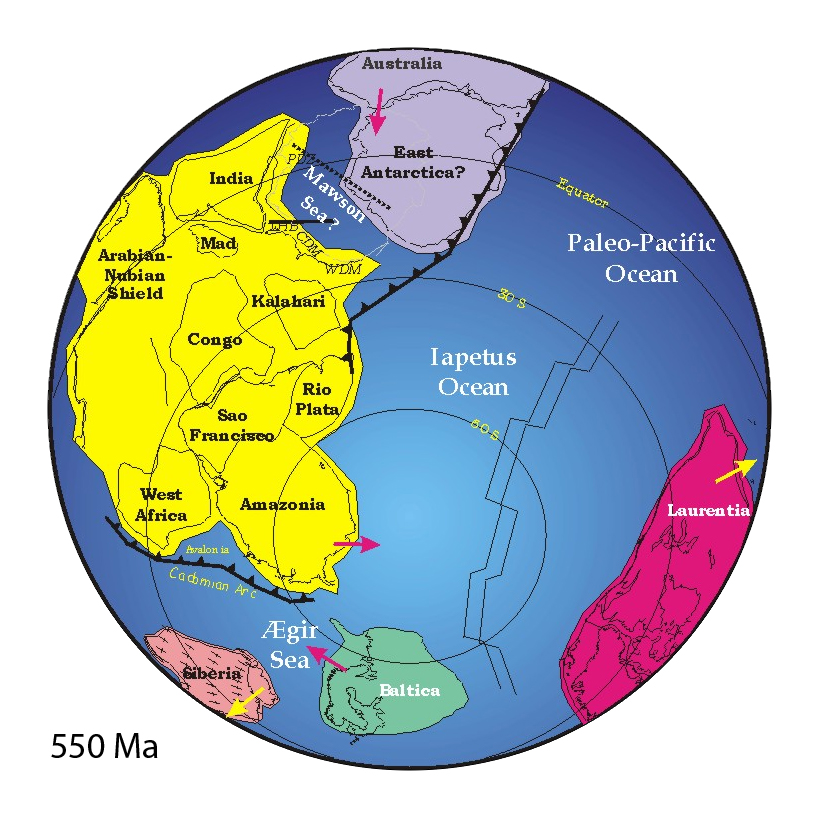
Baltica (verde)

La Baltica è un antico continente che comprendeva l'attuale cratone dell'Europa Orientale. Come entità, si formò circa due miliardi di anni fa: prima, frammenti di questo continente erano sparpagliati in tutto il globo.

## Cronologia
- 1.8 miliardi di anni fa, la Baltica faceva parte del supercontinente Columbia
- 1.5 miliardi di anni fa, assieme all'Arctica ed al cratone antartico orientale, entrò a far parte del supercontinente Nena.
- 1.1 miliardi di anni fa, faceva parte del supercontinente della Rodinia.
- 750 milioni di anni fa, faceva parte del supercontinente della Protolaurasia.
- 600 milioni di anni fa, faceva parte del supercontinente della Pannotia.
- Nel Cambriano, la Baltica divenne un continente indipendente.
- Nel Devoniano, in seguito alla collisione con la Laurentia, andò a formare l'Euramerica.
- Nel Permiano, i vari supercontinenti si scontrarono fra loro, formando la Pangea.
- Nel Giurassico, la Pangea si divise in Gondwana e Laurasia. La Baltica faceva parte di quest'ultimo.
- Nel Cretaceo, faceva parte del supercontinente dell'Eurasia.
- Attualmente, fa parte del supercontinente in via di formazione dell'Eurafrasia.